# Allium textile
Allium textile är en amaryllisväxtart som beskrevs av Aven Nelson och James Francis Macbride. Allium textile ingår i släktet lökar, och familjen amaryllisväxter. Inga underarter finns listade i Catalogue of Life.

## Bildgalleri

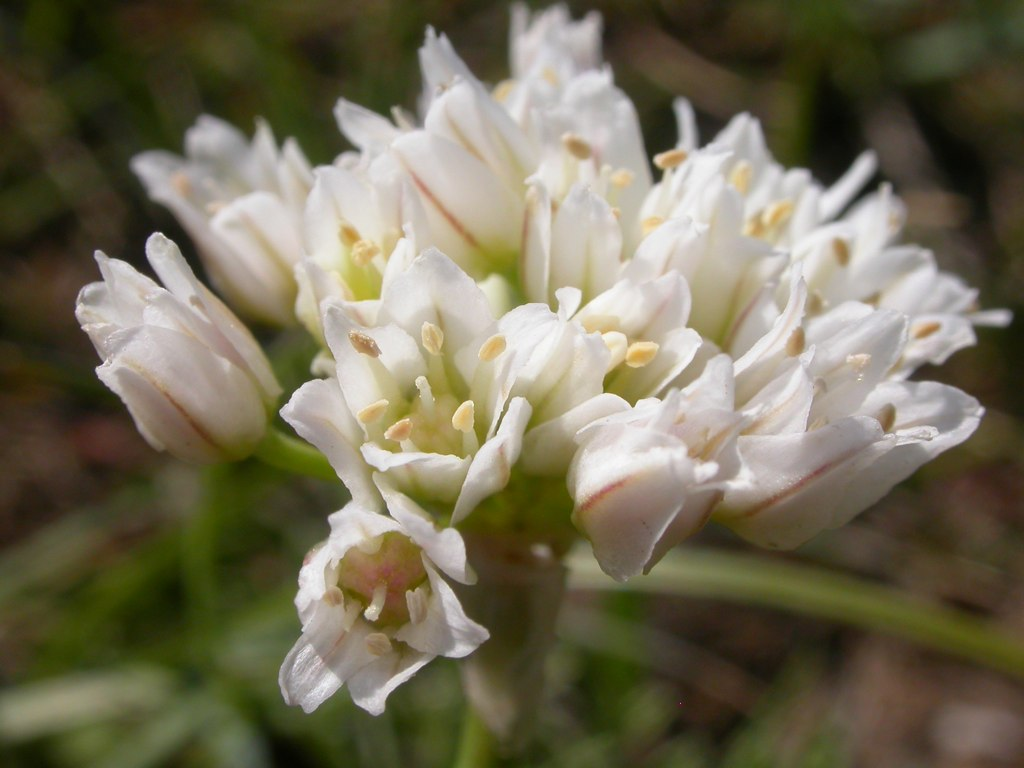
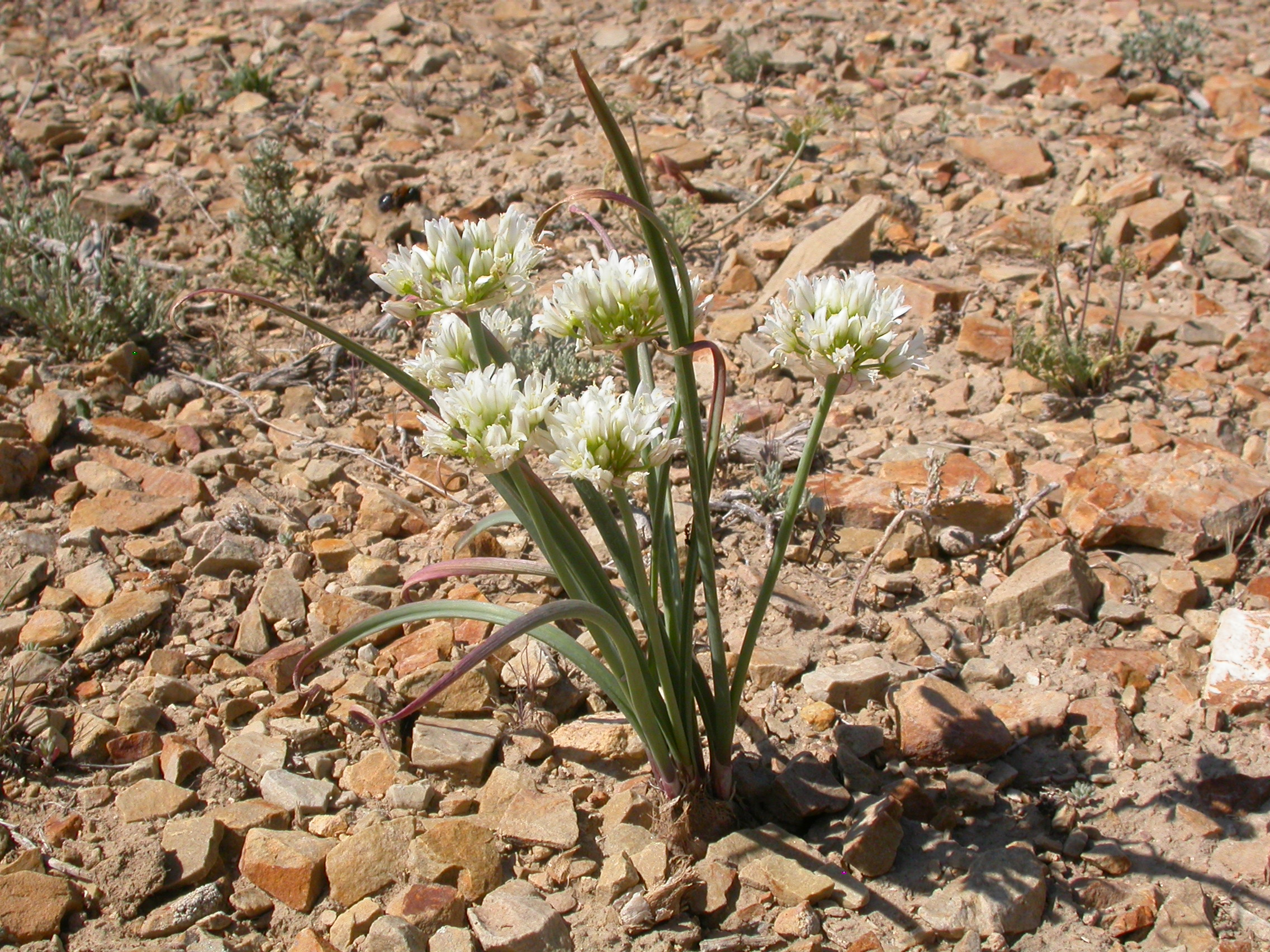
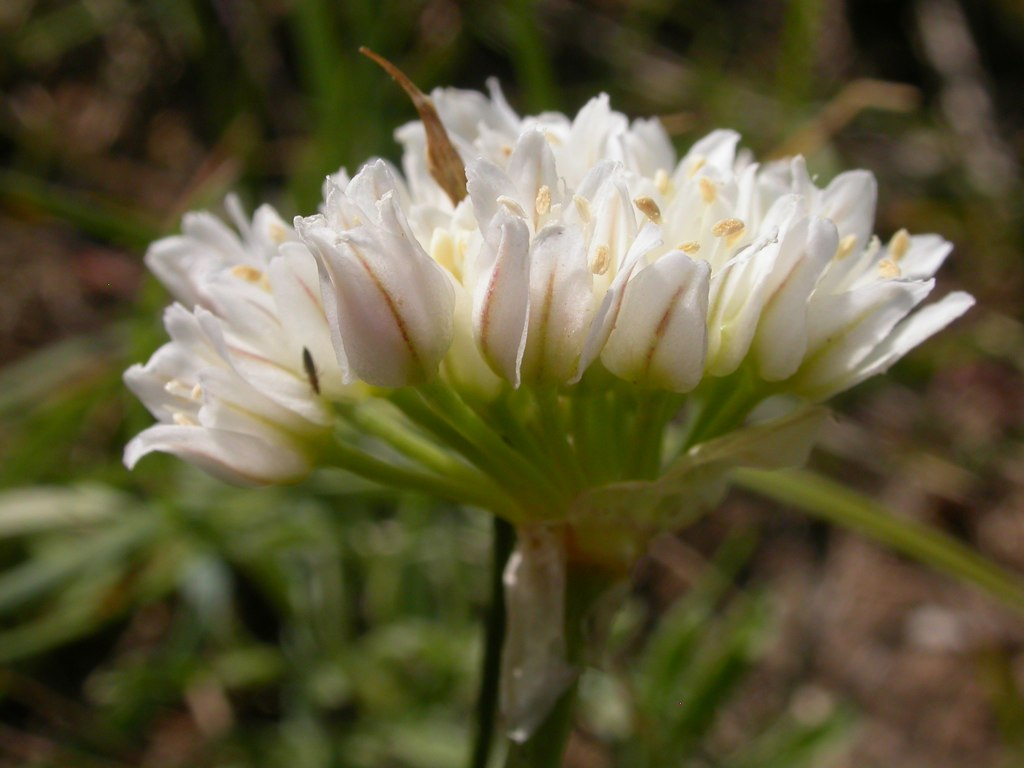
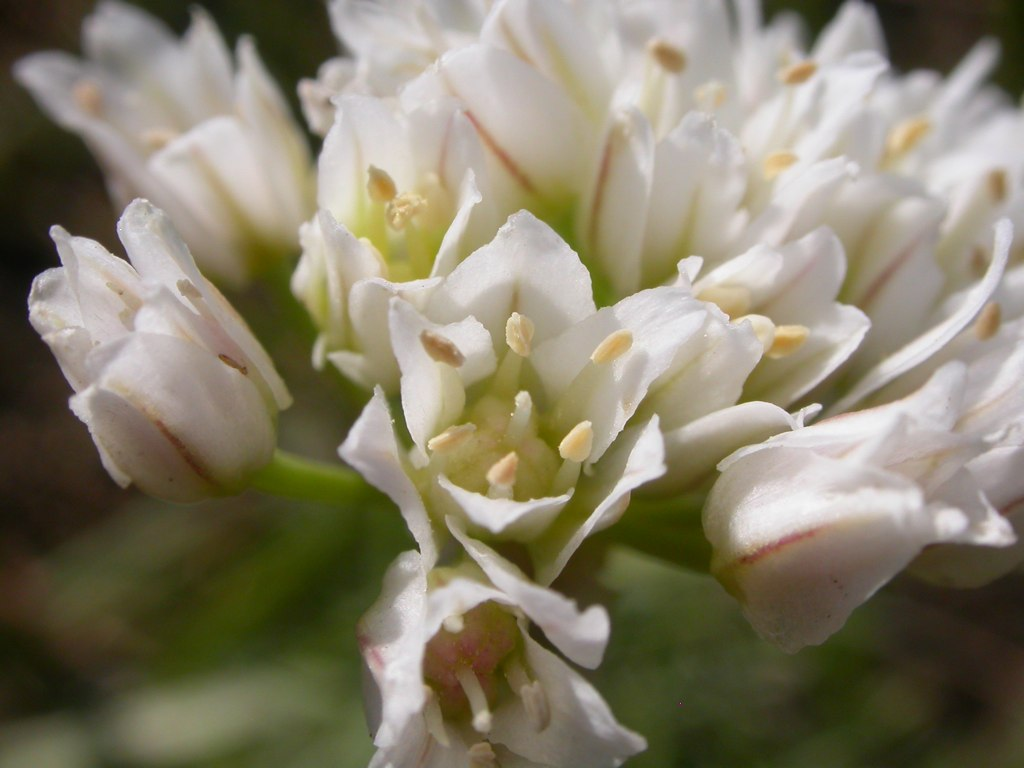